# Spadella birostrata
Espèce
Spadella birostrata est une espèce de chaetognathes de la famille des Spadellidae.

## Description
Spadella birostrata possède un corps large et une longueur totale entre 3,2 et 7,6 mm. Le segment caudal représente environ 51 % de la longueur du corps. La tête est munie de huit à onze crochets légèrement recourbés, lisses et de couleur ambrée. Il y a deux rangées de dents situées à l'extrémité de deux grosses protubérances constituant une sorte de mufle bifide. Les dents antérieures sont au nombre de deux à huit. Elles sont fines, très longues et recourbées. Leur taille augmente régulièrement d'arrière en avant, la première du côté interne étant la plus longue. Les dents postérieures, au nombre de une à six, sont situées très près des précédentes. Elles sont de même forme que les dents antérieures, mais plus petites. Les organes vestibulaires se présentent comme deux mamelons encadrant la bouche, ils sont hérissés de très courtes dents, régulièrement réparties, le plus souvent réunies par paires, qui garnissent aussi le mufle, juste après les dents postérieures. Les yeux, arrondis, sont situés au niveau de l'insertion des premiers crochets. La tache pigmentaire est formée de trois branches. La couronne ciliaire est située sur la face dorsale du cou. Elle est ovale, avec une petite digitation antérieure s'avançant entre les deux lames basales des crochets. La collerette est bien développée au niveau du cou et se prolonge jusqu'aux vésicules séminales. Elle est garnie de boutons sensoriels. Le tube digestif n'a pas de diverticules intestinaux. Les nageoires latérales débutent à hauteur des orifices génitaux femelles, soit un peu en avant du septum transversal, et s'arrêtent au niveau du début des vésicules séminales. La nageoire caudale, qui débute à la partie postérieure des vésicules séminales, a la forme d'une spatule. Toutes les nageoires sont rayonnées. Les muscles longitudinaux sont épais et les champs latéraux étroits. La musculature transversale latéro-ventrale du corps s'étend sur la presque totalité du tronc. Le ganglion nerveux ventral représente environ 25 % de la longueur du tronc et en occupe approximativement le milieu. Les ovaires peuvent atteindre 60 % de la longueur du tronc. Ils contiennent jusqu'à huit ovules, de forme polyédrique et de grande taille. Les orifices génitaux femelles sont peu saillants. Les deux réceptacles séminaux sont reliés par un canal transversal. Dans les cavités caudales, les spermatocytes sont disposés le long d'une bande perpendiculaire au septum caudal, d'épaisseur régulière et s'étendant du septum transversal à l'extrémité de la queue. Les testicules sont situés à proximité du septum transversal, au-dessus de cette bande. Les vésicules séminales sont petites et ovales, débutant aux deux tiers antérieurs du segment caudal. Elles touchent à la fois les nageoires latérales et caudale.

## Distribution
Spadella birostrata a été trouvé dans les eaux de la mer d'Alboran et au Nord-Ouest du cap Spartel, dans le découché du détroit de Gibraltar.
Il a été trouvé entre 150 et 555 m de profondeur.

## Étymologie
Son nom spécifique, composé du préfixe bi-, « deux » et du latin rostrata, « relatif au rostre », lui a été donné en raison à la présence de deux grosses protubérances constituant une sorte de mufle bifide à l'endroit où sont présentes les dents.

## Publication originale
- Jean-Paul Casanova, « Deux Chaetognathes benthiques nouveaux du genre Spadella des parages de Gibraltar - Remarques phylogénétiques », Bulletin du Muséum national d'histoire naturelle. Section A, Zoologie, biologie et écologie animales, Paris, Muséum national d'histoire naturelle, vol. 9, no 2,‎ 1987, p. 375-390 (ISSN 0181-0626 et 3038-9895, OCLC 436447503, BNF 34354410, lire en ligne).